# Maintien de l'ordre
Pour les articles homonymes, voir MO.
 (octobre 2019).

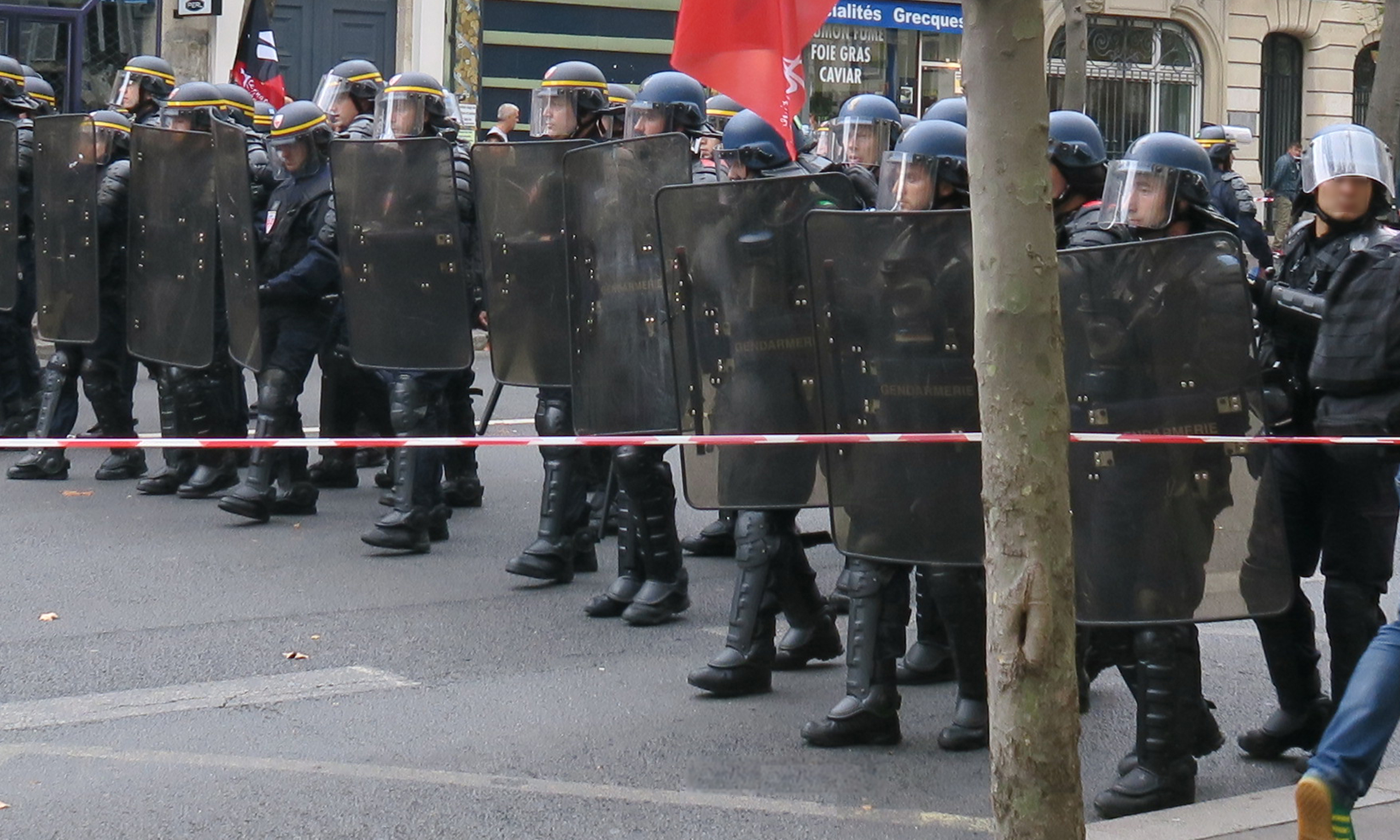
CRS (à gauche) et gendarmes mobiles (à droite) lors d'une manifestation en septembre 2016 à Paris.

Pris au sens large, le maintien de l'ordre public est l'ensemble des comportements et des actions visant à maintenir la paix civile.
Dans le contexte d’un rassemblement de personnes, spontané, organisé ou subi, le terme de « maintien de l’ordre public » (MO) définit surtout l’action de la force publique pour faire respecter la loi et pour assurer ou rétablir la continuité des différentes activités d’une collectivité : vie sociale, administration, gouvernement, commerces et services. Cette action des forces de police sur le terrain, de nature préventive puis éventuellement répressive, est normalement précédée par une action éducative et souvent complétée par une action judiciaire.
Dans un contexte de paix civile, la notion de maintien de l'ordre équivaut à assurer la sécurité des communautés et des individus, c'est-à-dire agir pour prévenir l'incivilité (actes qui ne constituent pas forcément des infractions pénales) ou des infractions pénales faibles (telle que l'ivresse publique). Elle n'est donc pas exclusivement liée à la lutte contre la criminalité.
Le maintien de l'ordre peut servir de prétexte pour restreindre les libertés individuelles. Or, une démocratie garantit les droits des individus et notamment le droit à l’expression, le droit à la sûreté de la personne (art. 3 de la Déclaration universelle des droits de l'homme), le droit de circulation (art. 13), le droit à la liberté d'opinion et d'expression (donc de manifestation pacifique, art. 19) et le droit à la propriété (art. 17).
Confrontées à une palette de situations allant du simple service d'ordre à la répression de l'émeute, voire de l'insurrection, et dont les conséquences, notamment en cas d'actes inadéquats de maintien de l'ordre ("bavure"), affectent gravement la vie sociale et politique de leur pays, les forces destinées au maintien de l'ordre bénéficient d'un entraînement spécifique et disposent de moyens et de tactiques adaptés. Dans une démocratie, les « soldats » du maintien de l'ordre sont confrontés non pas à des ennemis, mais à des « citoyens temporairement égarés » qu'il convient donc de contenir et de canaliser avec le minimum de violence et en leur laissant toujours une porte de sortie, sous le contrôle constant des autorités administrative et judiciaire.
Les responsables du maintien de l'ordre tiennent également compte de la violence de personnes non concernées à priori par les motivations des manifestants et qui s'insèrent — soit à titre individuel soit au sein de groupes organisés — dans les dispositifs pour des actions de provocations ou de casse systématique (voir notamment l'article Black bloc).

## Situations typiques

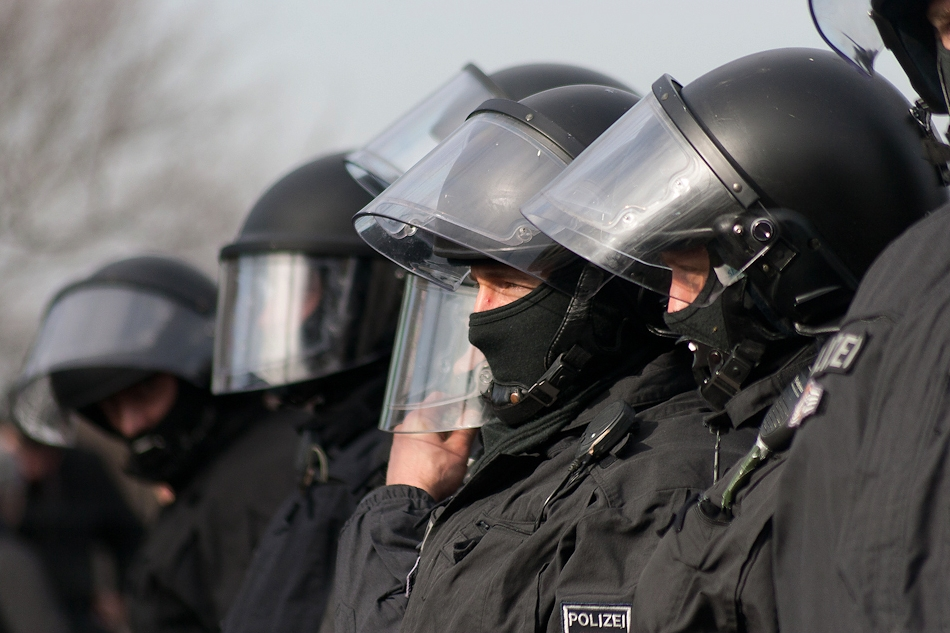
Policiers antiémeute allemands en 2012.

Les dispositifs de maintien de l'ordre sont mis en place à titre préventif dès lors qu'un rassemblement de grande ampleur comporte un risque de dégénérer. La notion de « risque de dégénérer » est floue et dépend de l'appréciation des autorités, ainsi que de l'opinion publique. Citons par exemple :
- les manifestations revendicatives organisées ; les forces de maintien de l'ordre doivent souvent être déployées pour lutter contre les casseurs qui s'immiscent dans les cortèges revendicatifs. Elles peuvent également être présentes aussi pour protéger les manifestants contre des contre-manifestants ;
- les manifestations spontanées : l'absence d'organisation encadrant les manifestants et de service d'ordre peut faire craindre des débordements ;
- les manifestations sportives avec un public connu pour ses violences (hooliganisme) ;
- catastrophes : pour permettre l'intervention des secours et éviter les pillages.

## Moyens de maintien de l'ordre

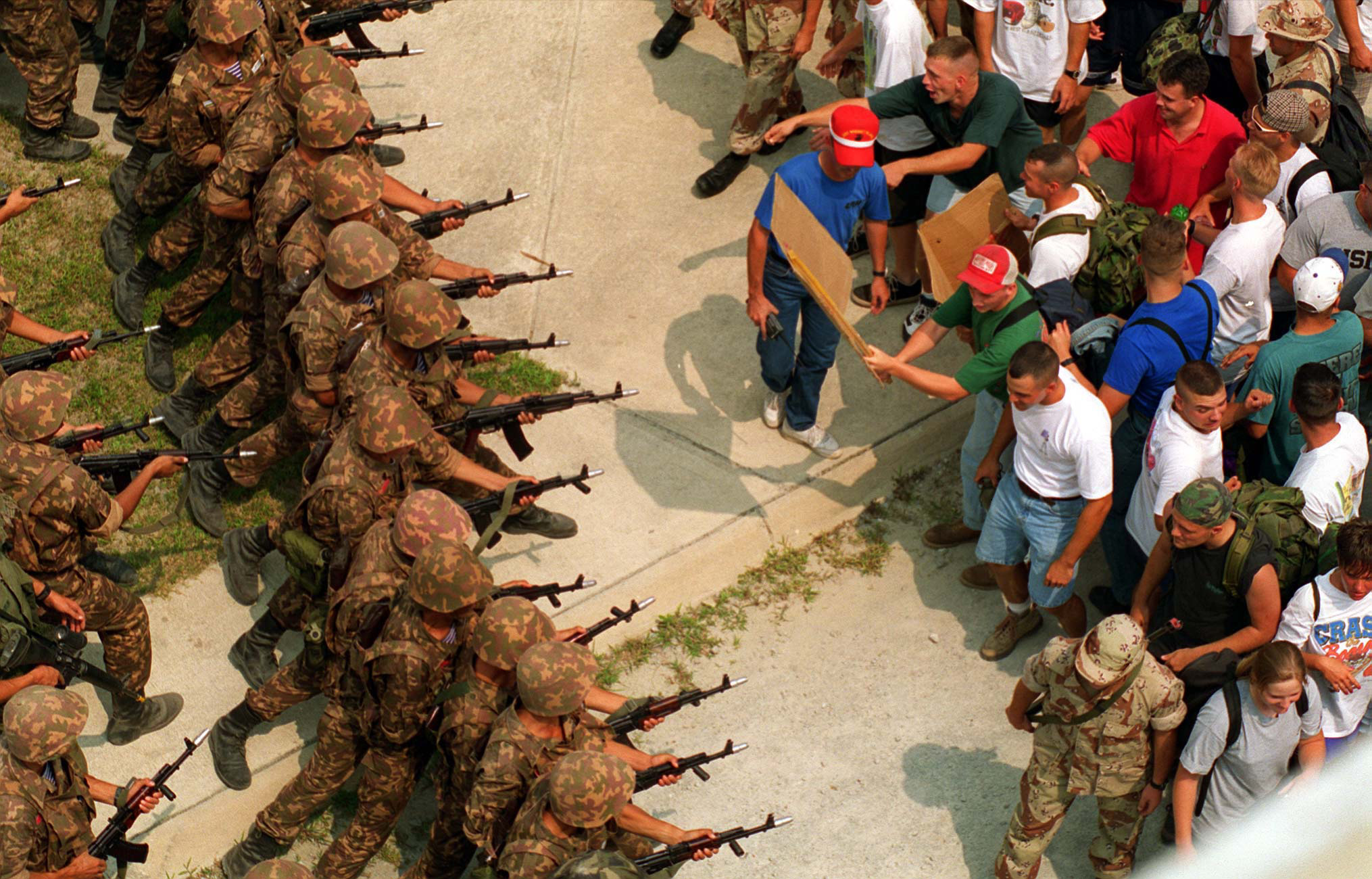
Cet exercice OTAN d’entraînement aux missions de maintien de la paix en 1996 effectué par des militaires de l'Ouzbékistan expose les différentes approches pour rétablir l'ordre entre les pays développés et les pays du Sud, où armes et morts font partie intégrante des manifestations souvent sanglantes.

La grande difficulté réside dans la proportionnalité de moyens et dans le respect des droits de l'Homme. Dans une démocratie soucieuse du respect de ses citoyens, le maintien de l'ordre s'attache à limiter les blessures infligées aux délinquants et à ne pas causer de mort. Cela implique donc :
- l'utilisation d'armes non-mortelles ; lesquelles ont déjà causé des morts.
- la définition de tactiques spécifiques ;
- des intervenants formés à ces tactiques spécifiques et équipés.

Dans une démocratie, l'usage de la force ou des armes est soumis à l'autorisation de l'autorité civile. L'usage de la force ou des armes implique le strict respect des principes de proportionnalité et de réversibilité. Cette dernière notion consiste pour les forces de l'ordre à être capables, dans un délai très bref et pour une durée très brève, de faire usage de moyens de coercition tout en conservant la possibilité de mettre rapidement un terme à cet usage dès lors que la situation ne le justifie plus.
En France, le maintien de l'ordre relève de l'autorité administrative (préfet de région, préfet de police, préfet de département, sous-préfet, maire), ainsi que des commissaires de police et des commandants de groupement de gendarmerie, qui utilisent la procédure de mise à disposition pour mettre en œuvre les différentes forces de l'ordre (notamment les CRS, les compagnies d'intervention de la police ou les escadrons de gendarmerie mobile).

### Tactiques spécifiques
- À titre préventif :

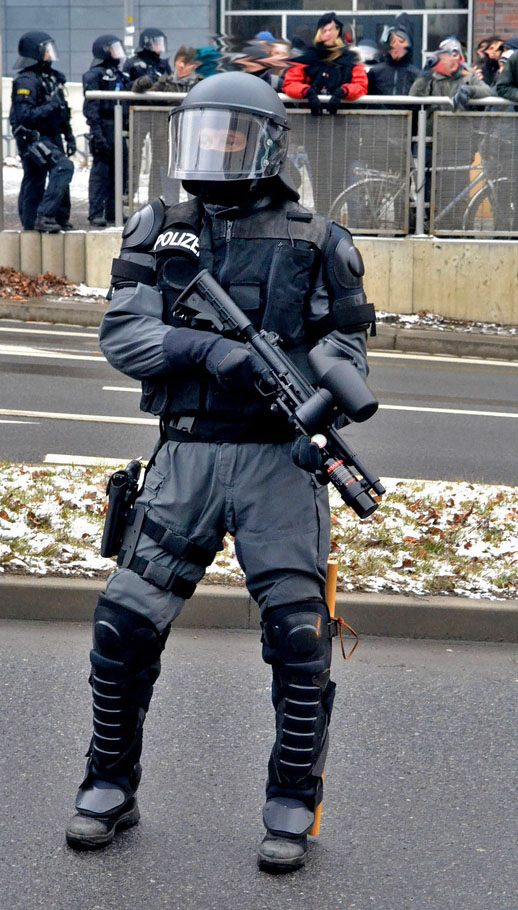
Policier allemand en tenue de maintien de l'ordre en 2011.

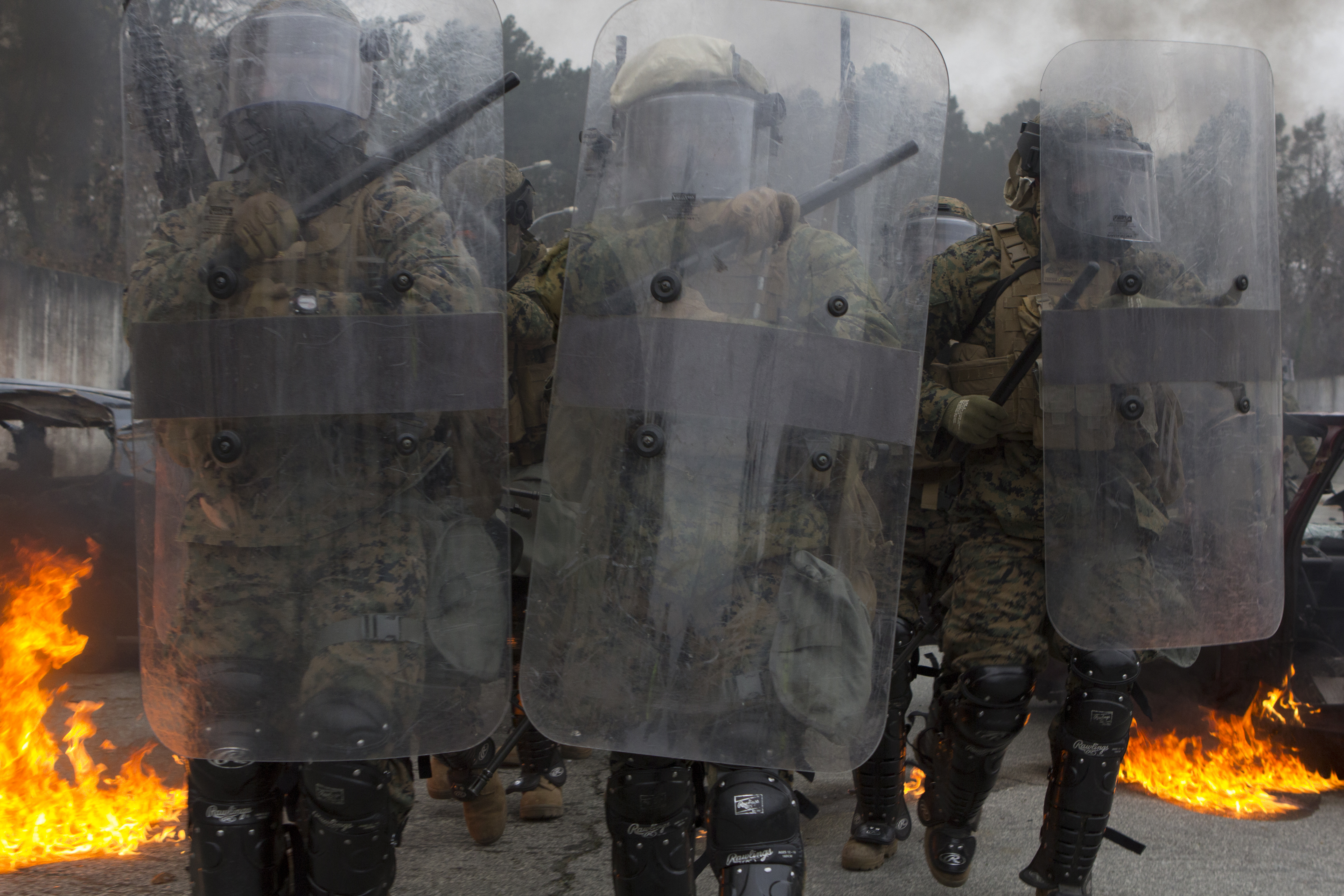
Marines américains entraînés au maintien de l’ordre par la gendarmerie française en décembre 2014. Les militaires engagés dans des opérations de guerre asymétrique ou d'aide humanitaire doivent souvent réagir à des mouvements de foules.

  - médiation préalable avec les organisateurs ;
  - surveillance des grands rassemblements, par des observateurs en hauteur et des observateurs en civil au sein de la foule, afin de détecter les débuts de violence ;
  - dialogue et médiation avec les participants et notamment leurs leaders ;
  - présence dissuasive de forces de l'ordre ; une présence trop visible peut à l'inverse « échauffer les esprits » ;
  - limitation des mouvements afin de protéger des endroits sensibles, comme des bâtiments publics ou des personnes pouvant être la cible ; des violences (par exemple personnes d'origine étrangère dans le cas d'émeutes racistes), en condamnant des rues ou en filtrant les accès ;
  - présence d'équipes très mobiles (donc peu équipées) pouvant pénétrer facilement dans la foule et extraire les fauteurs de trouble.(tactique d'exfiltration) ;
- Dans l'action répressive :
  - canalisation des manifestants ;
  - barrages fixes ;
  - bonds offensifs et charges ;
  - maintien à distance des manifestants violents par des moyens adaptés : canons à eau et/ou grenades lacrymogènes ;
  - isolement et interpellation des meneurs et agitateurs en flagrant-délit ;
  - prise d'images aux fins de poursuites judiciaires ;
  - répression pénale après identification et ou dénonciation des casseurs (notamment au Royaume-Uni).

Les méthodes varient d'un pays à l'autre. Certains pays (et notamment la France) préfèrent limiter au maximum les contacts physiques entre forces de l'ordre et manifestants, sources de nombreuses blessures, en maintenant ces derniers à distance par l'emploi de gaz lacrymogènes lancées à la main ou à l'aide de dispositifs spécialisés (tromblons et lance-grenades). Dans d'autres pays (par exemple l'Allemagne), l'usage des grenades est beaucoup plus rare et les canons à eau sont davantage utilisés, le contact physique étant beaucoup plus fréquent. Au Royaume-Uni, les poursuites judiciaires sont beaucoup plus fréquentes - et les peines plus lourdes - que dans les autres nations de l'Union européenne.

### Matériel et véhicules
- Équipement de protection individuelle : casque, gilet pare-balles, protection des bras et des jambes, gants, bouclier anti-émeute.
- Bâtons de défense (matraque, bâton télescopique, tonfa).
- Gaz lacrymogènes (grenades ou conteneurs).
- Dispositifs assourdissants ou éblouissants.
- Véhicules protégés : film de protection sur les vitres, blindage, grilles.
- Dispositifs de barrage (fixe ou mobile).
- Canons à eau.
- Armes non létale (dont lanceurs de balle de défense en France).
- Grenades à effet de souffle : grenades lacrymogènes instantanées (GLI) et grenades offensives[6].
- Autres[7] armes à feu - notamment pistolets, revolvers, fusils et carabines - en légitime défense ou en dernier recours.

Certains pays utilisent des unités de police montée, par exemple en Allemagne, aux États-Unis, en France (uniquement pour les services d'ordre), ou au Royaume-Uni.

### Forces et doctrines de maintien de l'ordre

#### Allemagne

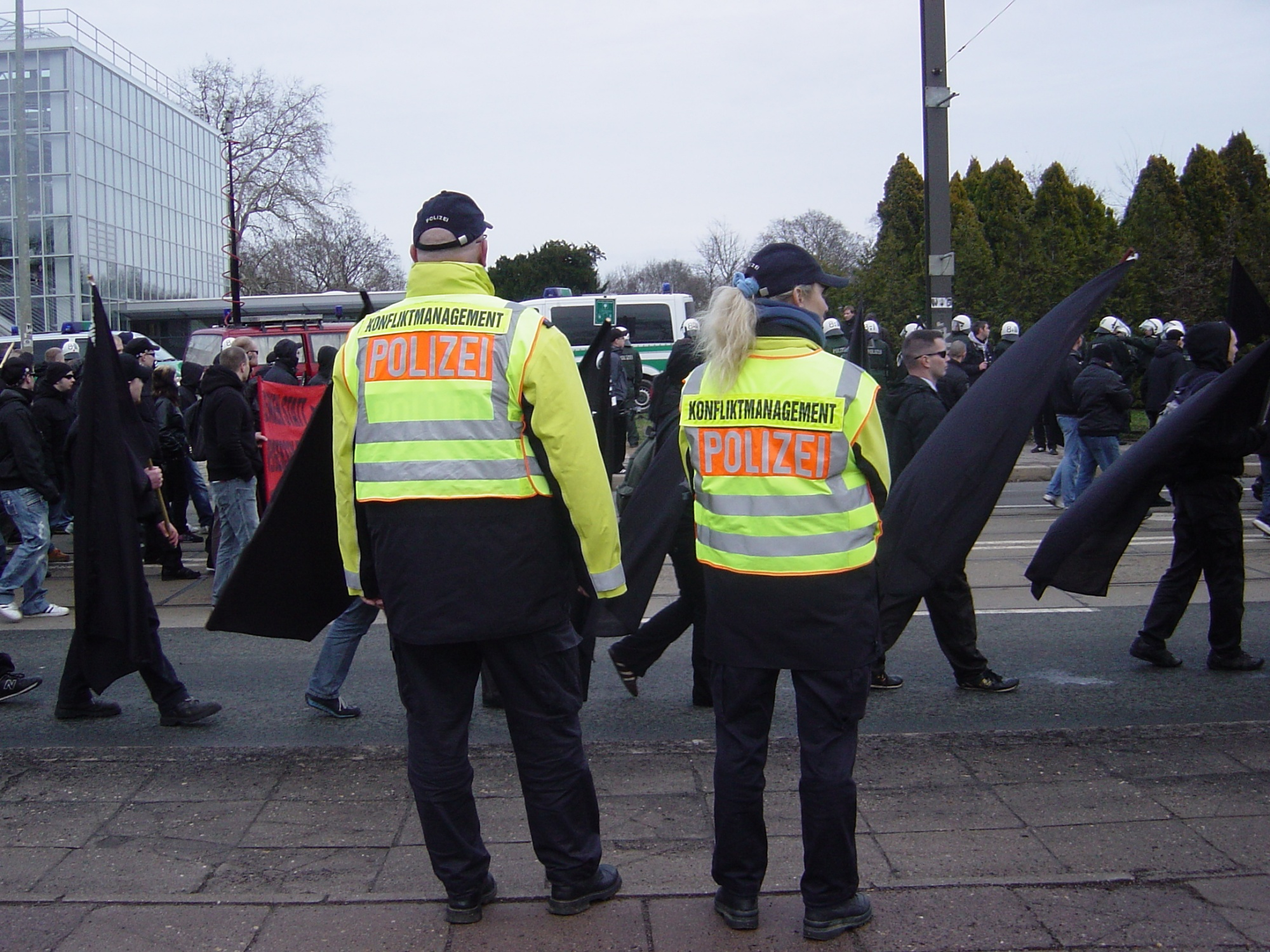
Policiers revêtus d'un gilet « Gestion de conflit » (Konfliktmanagement), lors d'une manifestation à Magdebourg en 2011.

- En Allemagne, le 2 juin 1967, Benno Ohnesorg, un étudiant, est tué par un tir policier à Berlin Ouest en marge d'une manifestation contre la venue du shah d'Iran Mohammed Reza Pahlavi[8],[9]. Ce « coup de feu qui a changé l'Allemagne » a inspiré la politique dite de « désescalade (de) » (allemand : Deeskalation). Cette doctrine est fondée sur la psychologie des foules et vise à éviter la solidarisation des manifestants pacifiques avec les plus radicaux[10].
- La stratégie de la désescalade est adoptée en Allemagne, comme dans d'autres pays tels que la Suède, le Danemark, l’Angleterre ou les Pays-Bas[11]. Elle consiste à cibler individuellement des personnes posant problème au sein d’une manifestation, et non pas de considérer la foule dans son ensemble. Au sein de la manifestation, on trouve ainsi des personnes clairement identifiées comme étant des policiers (portant un gilet « Gestion de conflit »), qui se font le relai des unités de maintien de l’ordre, en communiquant directement avec les manifestants, en leur expliquant au besoin pourquoi les policiers font telle ou telle manœuvre, et pourquoi à un autre moment il faut se pousser. Ce dialogue permet généralement de maintenir le calme.

#### France

Cavaliers de la garde républicaine mobile et émeutiers - Place de la Concorde, 7 février 1934, à la suite de la crise du 6 février 1934.

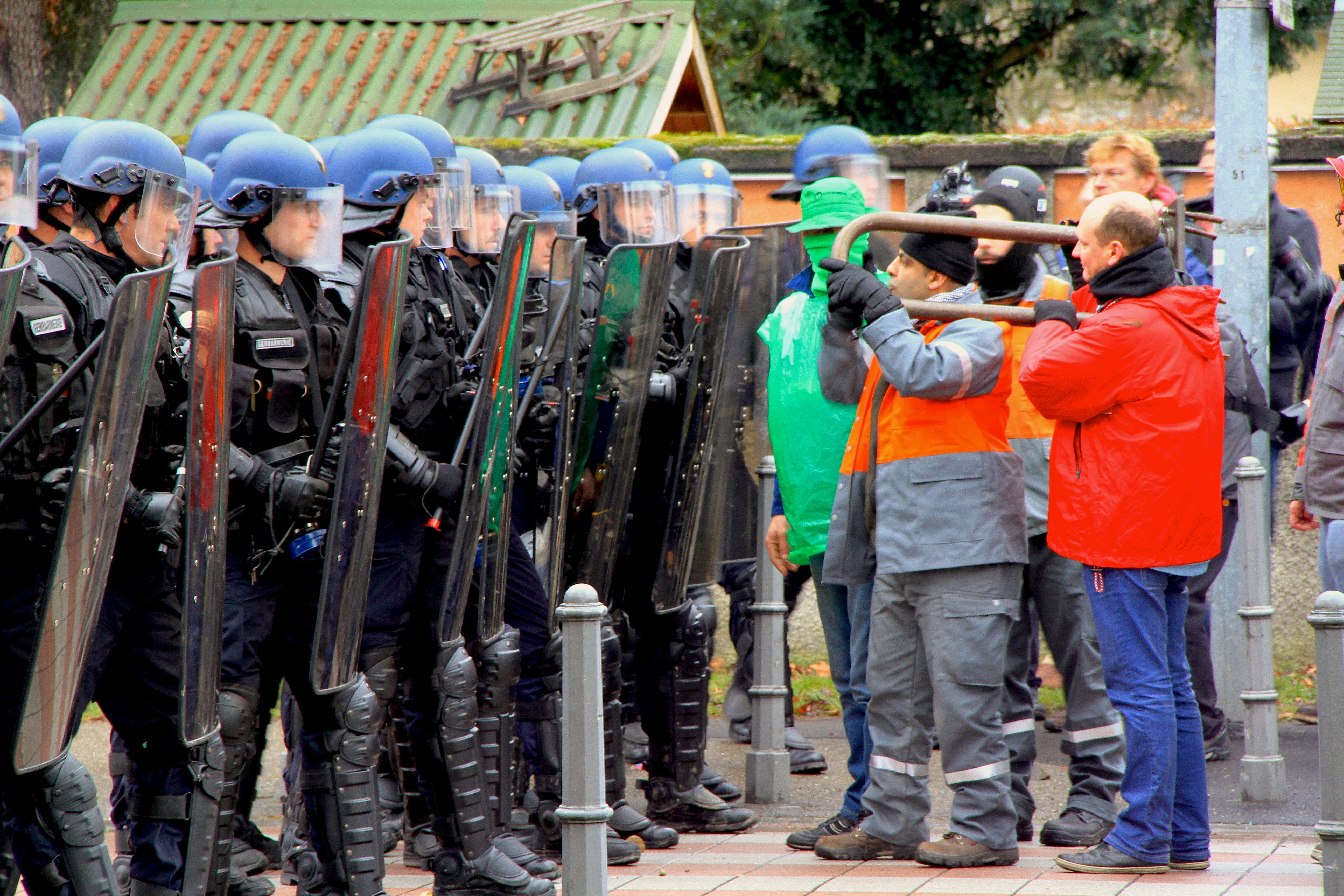
Strasbourg, 6 février 2013 : manifestants et gendarmes mobiles.

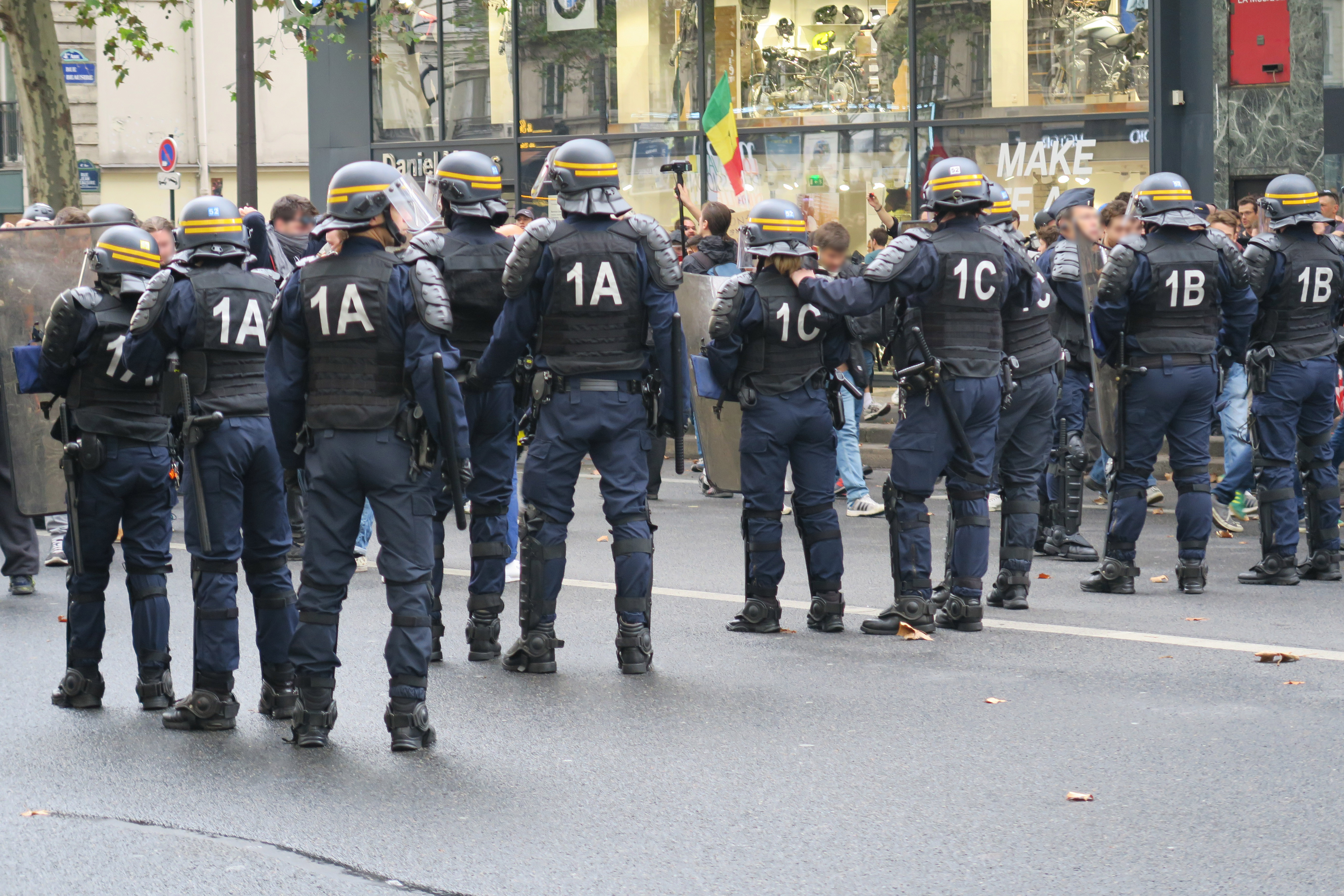
CRS lors d'une manifestation - 2016.

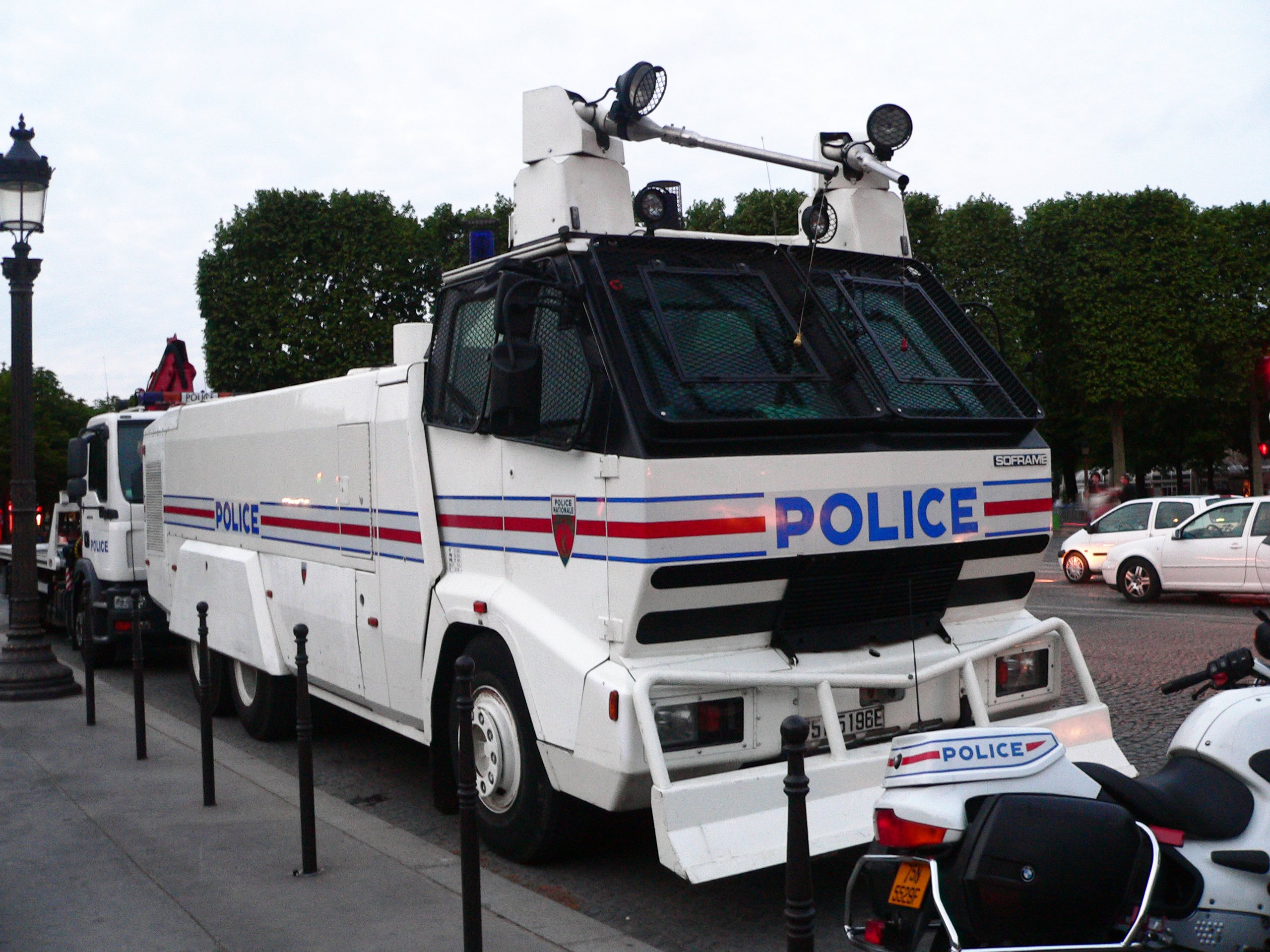
Canon à eau mobile de la police nationale à Paris.

En France, jusqu'au début des années 1920, seules les grandes métropoles - et notamment Paris - disposent de forces de police suffisamment nombreuses et entraînées pour intervenir efficacement lors des manifestations. Quant à la Gendarmerie, elle mobilise en cas de besoin des pelotons de « troupes supplétives ». Ces pelotons sont constitués de gendarmes prélevés dans les brigades à raison d'un ou deux hommes par brigade, mais ils ne sont ni formés pour le maintien de l'ordre ni encadrés par leurs chefs habituels. De plus, leur absence - souvent prolongée - désorganise le service. Le recours à l'armée en renfort de la police ou de la gendarmerie reste donc fréquent pour contenir ou réprimer les mouvements sociaux, avec des conséquences parfois désastreuses : fraternisation entre les manifestants et les conscrits ou, au contraire, usage excessif de la violence avec ouverture du feu. D'où le besoin d'une force spécialisée dans le maintien de l'ordre, besoin qui ne fait toutefois pas l'unanimité car il est difficile à définir et à financer. De plus, certains responsables politiques redoutent la création d'une nouvelle « garde prétorienne ».
En 1921 sont créés des pelotons mobiles au sein de la gendarmerie départementale. Ils prennent le nom de garde républicaine mobile ou GRM en 1926. En 1927, la garde républicaine mobile est détachée de la gendarmerie départementale pour constituer une nouvelle subdivision de la gendarmerie. Dissoute après la défaite de 1940 et en partie remplacée par la Garde (qui est détachée de la gendarmerie), elle sera reconstituée à la Libération (et rattachée de nouveau à la gendarmerie) sous le nom de garde républicaine puis, à partir de 1954, de gendarmerie mobile.
Au cours de la Seconde Guerre mondiale, la police nationale se dotera également d’unités mobiles : les groupes mobiles de réserve (GMR) auxquels succéderont en 1944 - après épuration puis intégration de personnels souvent issus de la Résistance - les Compagnies républicaines de sécurité ou CRS. Forces de police à vocation principalement régionale pendant la période de l'immédiat après-guerre, les CRS, dont la pérennité est même remise en cause, trouvent une nouvelle raison d'être et une vocation de force de réserve nationale à l'occasion des grèves insurrectionnelles de 1947 et 1948.
Au fil des années, et avec l'expérience d'événements de masse comme Mai 68, ou isolés comme la mort de Malik Oussekine en 1986, la doctrine en cas de manifestation a évolué pour limiter les contacts entre les forces de l'ordre et les manifestants : des unités de police et gendarmerie sont dédiées et formées spécialement, et leur rôle n'est plus nécessairement de disperser la manifestation mais de contenir la violence. Dans les années 2000, la doctrine évolue vers l'interpellation de fauteurs de troubles,.
De nos jours, le maintien de l'ordre est du ressort de la police nationale et de la gendarmerie nationale, et en particulier :
- Les unités de force mobile provenant de ces deux corps :
  - les escadrons de la gendarmerie mobile
  - les compagnies républicaines de sécurité
- les compagnies de sécurisation et d'intervention/compagnies départementales d'intervention et compagnies d'intervention pour la préfecture de Police de Paris
- les brigades anti criminalité

Équipements et armements
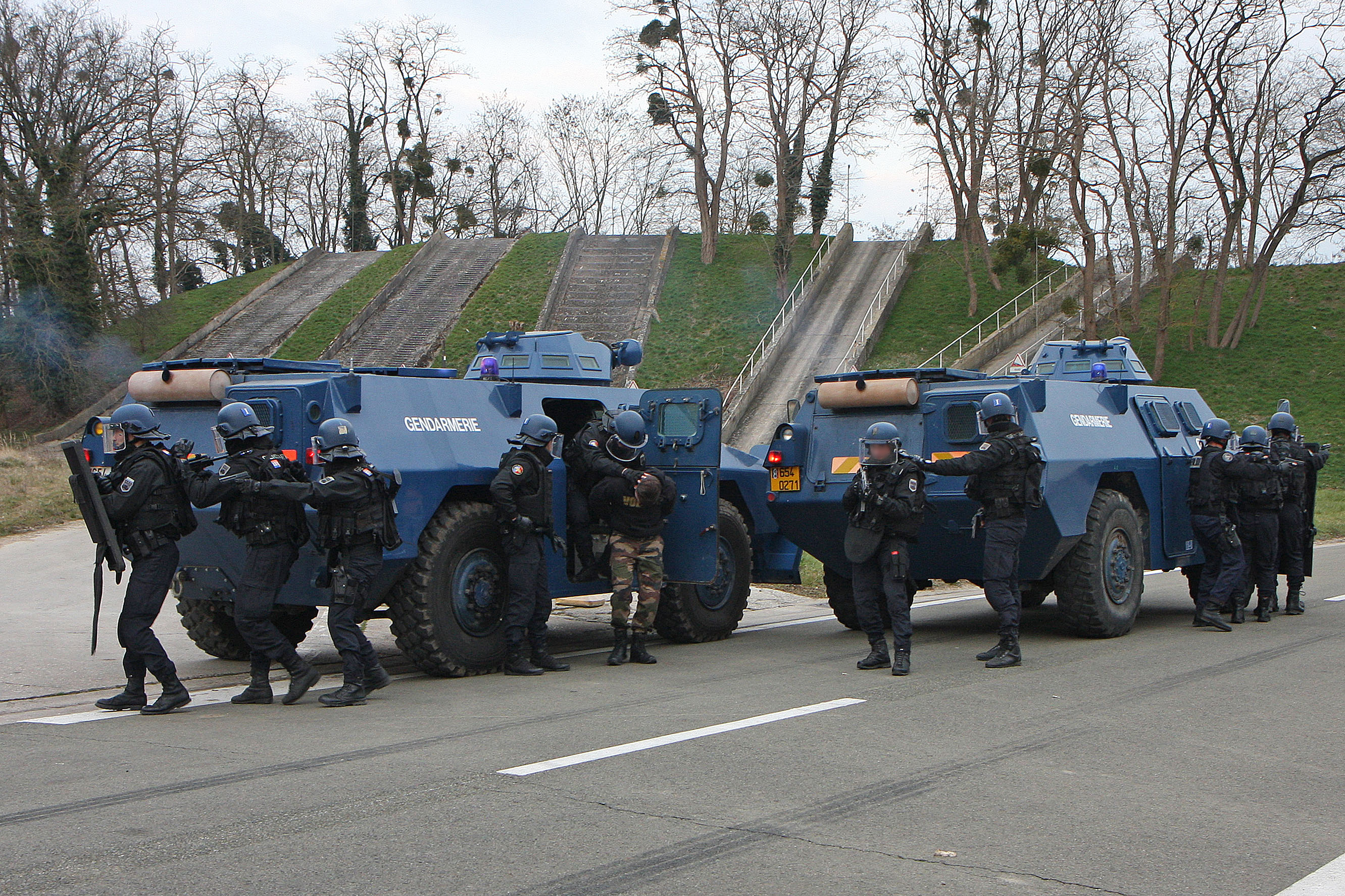
Véhicules blindés VBRG de la gendarmerie mobile
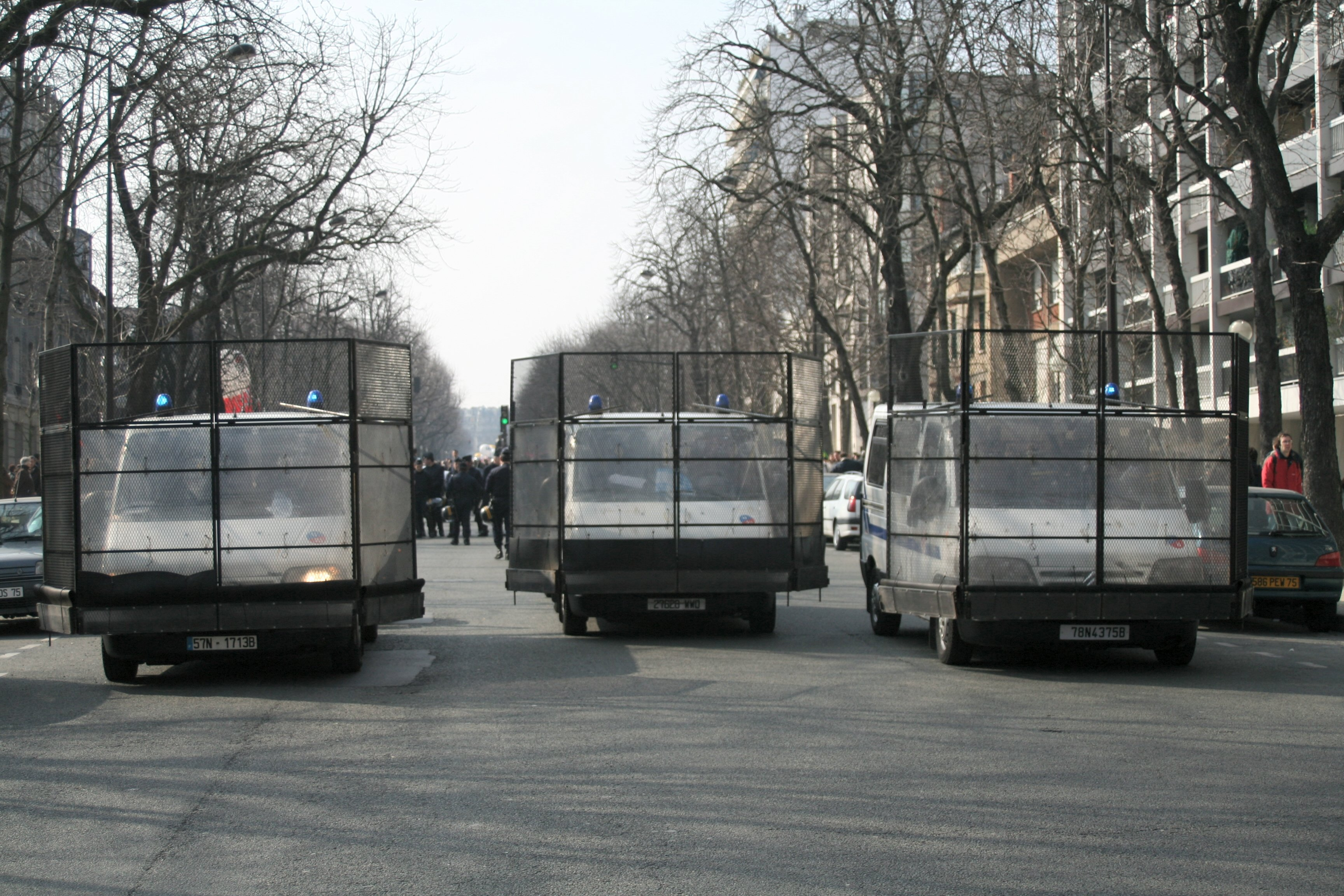
France : véhicules de CRS équipés pour former un barrage - 2006
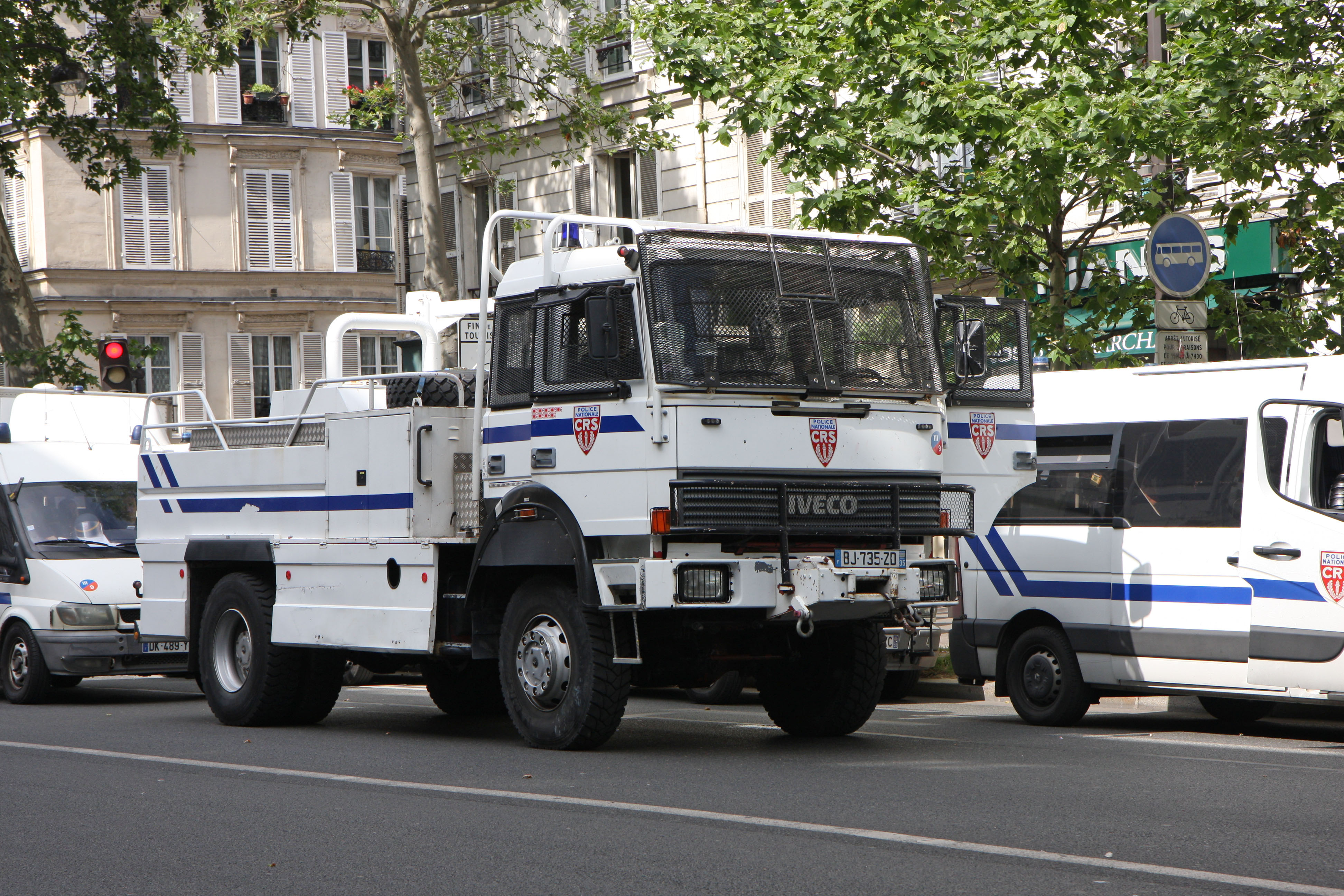
Canon à eau des CRS

Les forces militaires autres que la gendarmerie mobile, c'est-à-dire principalement les gendarmes départementaux mais également les militaires des forces armées françaises (terre, air et mer), peuvent également être mobilisées par réquisition, en cas de besoin.
Les forces armées sont classées en trois catégories au maintien de l'ordre :
- 1re catégorie : les formations de la gendarmerie départementale et de la garde républicaine ;
- 2e catégorie : les formations de la gendarmerie mobile ;
- 3e catégorie : les formations des forces terrestres, maritimes, aériennes et les services communs ainsi que les formations de la gendarmerie mises sur pied à la mobilisation ou sur décision ministérielle.

Depuis le rattachement de la gendarmerie au Ministère de l’intérieur en 2009, la loi a été modifiée et la réquisition n’est plus nécessaire pour l'emploi des forces de gendarmerie en unités constituées au maintien de l'ordre. L'autorité administrative utilise maintenant la procédure de mise à disposition (la réquisition est encore nécessaire pour les présidents de l'Assemblée nationale ou du Sénat, ainsi que pour les présidents de cours et tribunaux).
La formation et l’entraînement des unités de la gendarmerie mobile (et de la Garde républicaine, qui peut intervenir à titre exceptionnel à Paris) au maintien de l'ordre sont dispensées au Centre national d'entraînement des forces de gendarmerie. Celles des compagnies de CRS ont lieu dans les centres de Lyon et de Rennes.
Laurent Bonelli, chercheur et professeur d'université en science politique, indique que lors d'un entretien avec un haut responsable des forces de maintien de l’ordre, celui-ci insistait sur le caractère relationnel de la violence, déclarant : « C’est nous, l’institution, qui fixons le niveau de violence de départ. Plus la nôtre est haute, plus celle des manifestants l’est aussi. ». Pour Laurent Bonelli, « ces stratégies et ces dispositifs musclés sont également encouragés par la plupart des élus, qui y voient l’occasion d’affirmer une fermeté jugée politiquement payante. Quitte à s’exonérer ensuite de la responsabilité de la violence en l’attribuant aux seuls « casseurs », avec la complaisance intéressée des médias, toujours friands d’images d’affrontements et de destructions. »
En 2020 est publié un schéma national du maintien de l'ordre visant à faire évoluer la doctrine française du maintien de l'ordre.